# Agoua
Agoua ist eine Stadt und ein Arrondissement im Departement Collines im westafrikanischen Staat Benin. Es ist eine Verwaltungseinheit, die der Gerichtsbarkeit der Kommune Bantè untersteht. Durch den Ort führt die Fernstraße RNIE3.

## Demografie und Verwaltung
Gemäß der Volkszählung 2013 des beninischen Statistikamtes INSAE hatte das Arrondissement 8078 Einwohner, davon waren 3984 männlich und 4094 weiblich.
Von den 49 Dörfern und Quartieren der Kommune Bantè entfallen vier auf Agoua: Cloubou, Kadjogbé, N’Tchoché  und N’Tchon.